# Riot Games
Riot Games è una società statunitense di sviluppo di videogiochi fondata nel 2006 a Los Angeles e sussidiaria della società cinese Tencent Holdings dal 2015. Le loro sedi principali si trovano a Santa Monica in California, ma ci sono uffici dell'azienda anche a St. Louis, Dublino, Seul, San Paolo, Istanbul, Mosca, Sydney, Taipei e Singapore.
La Riot Games è principalmente conosciuta per aver sviluppato il videogioco online League of Legends, che è stato pubblicato in America del Nord ed Europa il 27 ottobre 2009, e che secondo un articolo di Forbes del 2012 è diventato il gioco più utilizzato in entrambi i continenti in termine di ore giocate. Secondo una stima del gennaio 2014, oltre 67 milioni di persone giocano mensilmente a League of Legends, 27 milioni al giorno, ed oltre 7.5 milioni contemporaneamente nelle ore di punta.
Nel 2013 il team creativo della Riot Games ha realizzato la locandina di Lucca Comics & Games 2013.
Per anni, League of Legends è stato l'unico videogioco sviluppato da Riot Games, fino a quando non vennero annunciati 4 nuovi titoli durante la live streaming del 10º anniversario del longevo videogioco online. 

## Giochi sviluppati
- League of Legends (2009)
- Teamfight Tactics (2019)
- League of Legends: Wild Rift (2020)
- Legends of Runeterra (2020)
- Valorant (2020)
- Hextech Mayhem: A League of Legends Story (2021)
- Ruined King: A League of Legends Story (2021)
- The Mageseeker: A League of Legends Story (2023)
- Song of Nunu: A League of Legends Story (2023)
- Golden Spatula (2024)